# Telemark-Weltmeisterschaft 2017
Die 21. Telemark-Weltmeisterschaft 2017 (offiziell FIS Telemark WSC 2017) fand vom 15. bis 18. März 2017 im französischen La Plagne statt. Es wurden Wettbewerbe in den Einzeldisziplinen Classic, Sprint und Parallelsprint ausgetragen. Der Mannschaftswettkampf fand im Team Parallelsprint statt.

## Teilnehmer
| - Deutschland - Frankreich - Norwegen - Russland - Slowenien | - Schweden - Schweiz - Tschechien - Vereinigtes Königreich |

| - Kanada | - Vereinigte Staaten |

| - Japan |

## Zeitplan
| Tag        | Datum         | Zeit      | Bewerb              |
| ---------- | ------------- | --------- | ------------------- |
| Dienstag   | 14. März 2017 | 18:30 Uhr | Eröffnungszeremonie |
| Mittwoch   | 15. März 2017 | 10:30 Uhr | Team Parallelsprint |
| Donnerstag | 16. März 2017 | 12:00 Uhr | Parallelsprint      |
| Freitag    | 17. März 2017 | 09:00 Uhr | Classic             |
| Samstag    | 18. März 2017 | 09:45 Uhr | Sprint              |

## Medaillenspiegel
| Platz | Land                   |   |   |   |   |
| ----- | ---------------------- | - | - | - | - |
| 1     | Schweiz                | 5 | 2 | 1 | 8 |
| 2     | Frankreich             | 1 | 3 | 1 | 5 |
| 3     | Deutschland            | 1 | – | 2 | 3 |
| 4     | Norwegen               | – | 2 | 2 | 4 |
| 5     | Vereinigtes Königreich | – | – | 1 | 1 |

| Platz | Land | Sportler                 |   |   |   |   |
| ----- | ---- | ------------------------ | - | - | - | - |
| 1     | SUI  | Amélie Wenger            | 3 | – | – | 3 |
| 2     | GER  | Tobias Müller            | 1 | – | 1 | 2 |
| 2     | FRA  | Philippe Lau             | 1 | – | 1 | 2 |
| 4     | SUI  | Stefan Matter            | 1 | – | – | 1 |
| 5     | FRA  | Argeline Tan-Bouquet     | – | 3 | – | 3 |
| 6     | NOR  | Trym Nygaard Løken       | – | 1 | 1 | 1 |
| 7     | SUI  | Bastien Dayer            | – | 1 | – | 1 |
| 7     | SUI  | Nicolas Michel           | – | 1 | – | 1 |
| 9     | NOR  | Mathilde Olsen Ilebrekke | – | – | 1 | 1 |
| 9     | GBR  | Jasmin Taylor            | – | – | 1 | 1 |
| 9     | SUI  | Beatrice Zimmermann      | – | – | 1 | 1 |

## Frauen

### Classic
| Platz | Land | Sportlerin               | Zeit [min] |
| ----- | ---- | ------------------------ | ---------- |
| 1     | SUI  | Amélie Wenger            | 1:52,75    |
| 2     | FRA  | Argeline Tan-Bouquet     | 2:01,19    |
| 3     | GBR  | Jasmin Taylor            | 2:02,36    |
| 4     | GER  | Johanna Holzmann         | 2:03,04    |
| 5     | NOR  | Mathilde Olsen Ilebrekke | 2:03,63    |
| 6     | NOR  | Guro Helde Kjølseth      | 2:06,22    |
| 7     | GER  | Kathrin Reischmann       | 2:06,52    |
| 8     | FRA  | Maelle Froissart         | 2:06,71    |
| 9     | FRA  | Chloe Blyth              | 2:07,40    |
| 10    | SUI  | Kim Aegerter             | 2:10,04    |
| 11    | SUI  | Simone Oehrli            | 2:10,28    |
|       |      |                          |            |
| DNF   | SUI  | Beatrice Zimmermann      | –          |

### Sprint
| Platz | Land | Sportlerin               | Zeit [min] |
| ----- | ---- | ------------------------ | ---------- |
| 1     | SUI  | Amélie Wenger            | 2:03,92    |
| 2     | FRA  | Argeline Tan-Bouquet     | 2:07,36    |
| 3     | NOR  | Mathilde Olsen Ilebrekke | 2:08,67    |
| 4     | NOR  | Guro Helde Kjølseth      | 2:09,78    |
| 5     | GER  | Johanna Holzmann         | 2:10,73    |
| 6     | SUI  | Beatrice Zimmermann      | 2:12,28    |
| 7     | SUI  | Simone Oehrli            | 2:13,77    |
| 8     | NOR  | Thea Smedheim Lunde      | 2:14,15    |
| 9     | GER  | Kathrin Reischmann       | 2:14,51    |
| 10    | GBR  | Jasmin Taylor            | 2:15,38    |
|       |      |                          |            |
| 12    | SUI  | Kim Aegerter             | 2:19,16    |

### Parallelsprint
| Platz | Land | Sportlerin               |
| ----- | ---- | ------------------------ |
| 1     | SUI  | Amélie Wenger            |
| 2     | FRA  | Argeline Tan-Bouquet     |
| 3     | SUI  | Beatrice Zimmermann      |
| 4     | NOR  | Thea Smedheim Lunde      |
|       |      |                          |
| 5     | NOR  | Guro Helde Kjølseth      |
| 5     | GBR  | Jasmin Taylor            |
| 5     | GER  | Johanna Holzmann         |
| 5     | NOR  | Mathilde Olsen Ilebrekke |
|       |      |                          |
| 9     | SUI  | Kim Aegerter             |
| 9     | GER  | Kathrin Reischmann       |
| 9     | SUI  | Simone Oehrli            |

## Männer

### Classic
| Platz | Land | Sportler           | Zeit [min] |
| ----- | ---- | ------------------ | ---------- |
| 1     | SUI  | Stefan Matter      | 1:58,14    |
| 2     | SUI  | Bastien Dayer      | 1:58,65    |
| 3     | GER  | Tobias Müller      | 1:58,88    |
| 4     | NOR  | Trym Nygaard Løken | 2:03,13    |
| 5     | SUI  | Nicolas Michel     | 2:03,63    |
| 6     | SLO  | Jure Aleš          | 2:04,13    |
| 7     | FRA  | Antoine Bouvier    | 2:07,37    |
| 8     | NOR  | Aadne Kristenstuen | 2:08,06    |
| 9     | FRA  | Matti Lopez        | 2:09,61    |
| 10    | SWE  | Olle Collberg      | 2:10,84    |
|       |      |                    |            |
| 14    | GER  | Thomas Orlovius    | 2:13,05    |
| 16    | SUI  | Thomas Rufer       | 2:15,51    |
| 17    | SUI  | Julien Nicaty      | 2:15,95    |
| 20    | GER  | Leonhard Müller    | 2:18,21    |
| 21    | GER  | Robin Kraft        | 2:18,37    |
| 27    | GER  | Maximilian Uber    | 2:23,33    |
| 37    | GER  | Julian Seubert     | 2:43,70    |
| DNF   | GER  | Moritz Hamberger   | –          |
| DNF   | SUI  | Romain Beney       | 2:06,93    |
| DNF   | GER  | Jonas Schmid       | –          |
| DNS   | SUI  | Maxime Mosset      | –          |

### Sprint
| Platz | Land | Sportle            | Zeit [min] |
| ----- | ---- | ------------------ | ---------- |
| 1     | GER  | Tobias Müller      | 1:56,68    |
| 2     | NOR  | Trym Nygaard Løken | 1:53,25    |
| 3     | FRA  | Philippe Lau       | 1:54,63    |
| 4     | SUI  | Stefan Matter      | 1:55,97    |
| 5     | SUI  | Nicolas Michel     | 1:57,71    |
| 6     | SUI  | Bastien Dayer      | 1:58,10    |
| 7     | NOR  | Aadne Kristenstuen | 1:58,76    |
| 8     | SLO  | Jure Aleš          | 1:59,42    |
| 9     | FRA  | Elie Nabot         | 2:00,56    |
| 10    | FRA  | Matti Lopez        | 2:00,64    |
|       |      |                    |            |
| 13    | SUI  | Romain Beney       | 2:02,53    |
| 18    | SUI  | Julien Nicaty      | 2:05,14    |
| 19    | GER  | Thomas Orlovius    | 2:05,15    |
| 24    | SUI  | Thomas Rufer       | 2:06,93    |
| 28    | GER  | Leonhard Müller    | 2:08,27    |
| 33    | GER  | Robin Kraft        | 2:16,13    |
| 40    | GER  | Maximilian Uber    | 2:21,47    |
| DNF   | GER  | Julian Seubert     | –          |
| DNF   | GER  | Moritz Hamberger   | –          |
| DNS   | GER  | Jonas Schmid       | –          |

### Parallelsprint
| Platz | Land | Sportler             |
| ----- | ---- | -------------------- |
| 1     | FRA  | Philippe Lau         |
| 2     | SUI  | Nicolas Michel       |
| 3     | NOR  | Trym Nygaard Løken   |
| 4     | NOR  | Aadne Kristenstuen   |
|       |      |                      |
| 5     | FRA  | Noé Claye            |
| 5     | NOR  | Mikkel Nygaard Løken |
| 5     | FRA  | Matti Lopez          |
| 5     | GER  | Tobias Müller        |
|       |      |                      |
| 9     | GER  | Jonas Schmid         |
| 9     | SUI  | Stefan Matter        |
|       |      |                      |
| 17    | GER  | Julian Seubert       |
| 17    | GER  | Moritz Hamberger     |
| 17    | SUI  | Romain Beney         |
| 17    | SUI  | Thomas Rufer         |
| 17    | SUI  | Bastien Dayer        |
|       |      |                      |
| 33    | GER  | Robin Kraft          |
| 33    | GER  | Maximilian Uber      |
| 33    | SUI  | Julien Nicaty        |
|       |      |                      |
| DNF   | GER  | Leonhard Müller      |
| DNF   | GER  | Thomas Orlovius      |

## Team Parallelsprint
| Platz | Land                   |
| ----- | ---------------------- |
| 1     | Schweiz                |
| 2     | Norwegen               |
| 3     | Deutschland            |
| 4     | Frankreich             |
|       |                        |
| 5     | Schweden               |
| 5     | Slowenien              |
| 5     | Vereinigtes Königreich |